# Obermühle (Hetschburg)

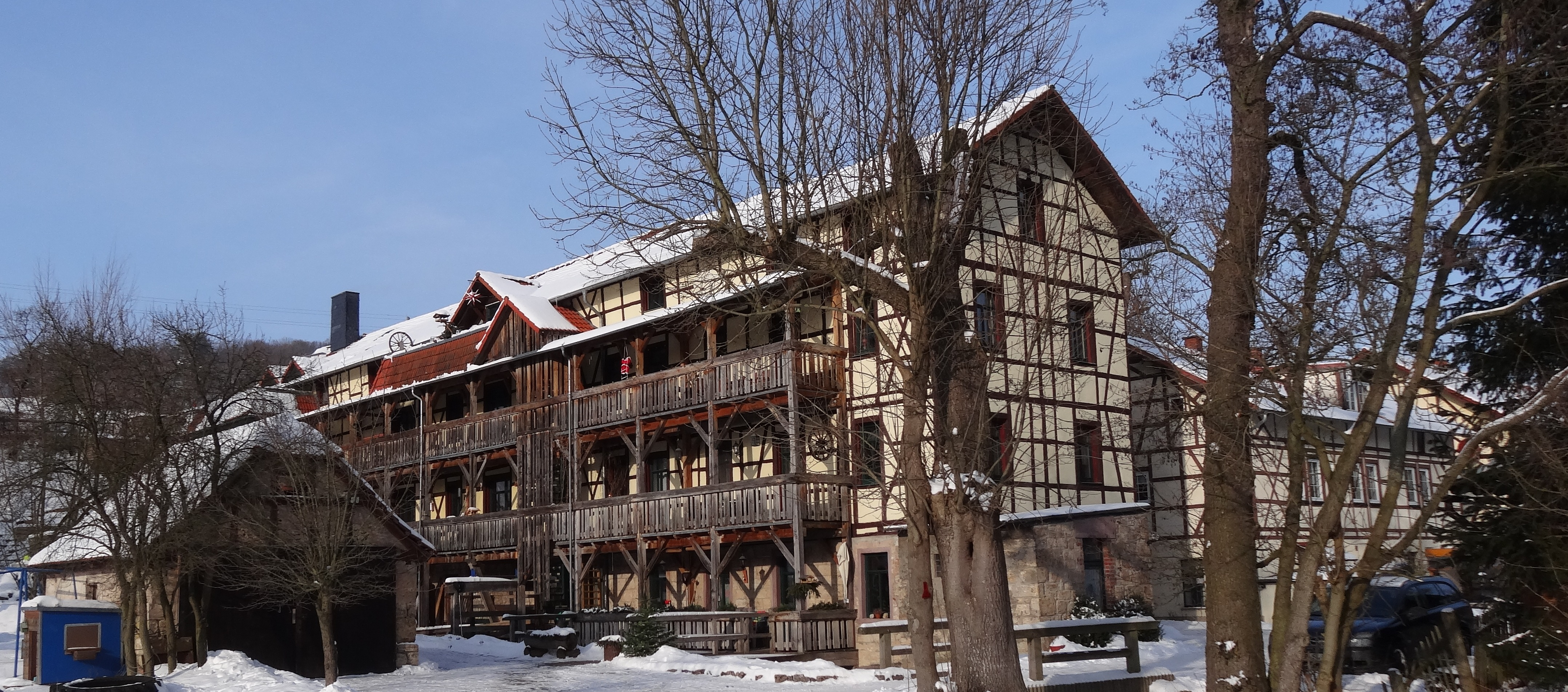
Ehemalige Obermühle in Hetschburg

Die ehemalige Obermühle in Hetschburg mit der Adresse Im Dorfe 23 im thüringischen Landkreis Weimarer Land liegt am Ilm-Radwanderweg.

## Geschichte
Sichtbare Teile der ehemaligen Wassermühle sind mehrere gut erhaltene Fachwerkgebäude, die sich unweit der Ilm befinden. Die Obermühle liegt nicht weit entfernt vom alten Schloss, besser der alten Burgruine von Bad Berka. Sowohl am alte Berkaer Jagdzeughaus und an der Hetschburger Mühle wurden ab 1732 Steine aus der alten Burg verbaut.
Erbaut und in Betrieb genommen wurde sie um 1750. Sie brannte 1886 ab und wurde im Anschluss wieder errichtet. Sie wurde bis 1905 betrieben. Bereits um 1900 befand sich die Mühle im Besitz von Paul Oschatz. Er eröffnete in dem Gebäude das „Marmor- und Metallwerk Hetschburg“, welches zunächst künstlichen Marmor, um 1906 auch Sprengkörper herstellte. Der Betrieb wurde jedoch bald wieder eingestellt. Ab 1915 befand sich in der Mühle die Metallwarenfabrik „Possin und Döpping GmbH“, die unter anderen versilberte Wandbilder und Luxusgegenstände produzierte unter der Geschäftsführung Ernst Possins.
Bereits im Jahr 1921 untersuchte eine Abhandlung über eine seuchenartig auftretende Augenerkrankung der Bachforelle den Zusammenhang der Seuche mit der Eröffnung der Metallfabrik. Obwohl der Zusammenhang nachgewiesen werden konnte, kam es zu keiner Unterbrechung der Metallwarenproduktion bis zur endgültigen Einstellung 1988 und der Schließung der Fabrik. Im Zeitraum von 2001 bis 2004 erfolgten die Renovierung der Mühle und der Umbau des Gebäudes zu einem Mehrfamilienhaus.
Die Obermühle steht auf der Liste der Kulturdenkmale in Hetschburg.